# Гордије Цезарејски
Свети мученик Гордије је хришћански светитељ.
Рођен је у Кесарији Кападокијској. Био је официр у римској војсци у време цара Лицинија. Но када наста страшно гоњење хришћана, он напусти војску и свој чин и удаљи се у пустињу Синајску. Усамљен на планини Хориву, Гордије провођаше време у молитви и размишљању о тајнама неба и земље. Нарочито, пак, размишљаше о сујети и ништавности свега онога око чега се људи толико муче и боре на Земљи, па најзад пожели да умре и пресели се у живот непролазни и нетрулежни. С том жељом он сиђе у град у време неких трка и игара. Пријави се градоначелнику као хришћанин. Узалуд га овај одвраћаше од вере, с ласкама и претњама. Гордије оста непоколебљив и тврд као дијамант и говораше: „Није ли очито безумље куповати овим кратковременим животом вечну муку и погибао душевну?“.
На смрт осуђен, он радосно хиташе губилишту и успут говораше џелатима о дивној и слаткој науци Христовој. И с именом Исусовим на уснама он предаде своје младо тело мачу а праведну душу Богу 320. године.
Српска православна црква слави га 3. јануара по црквеном, а 16. јануара по грегоријанском календару.